# Frys

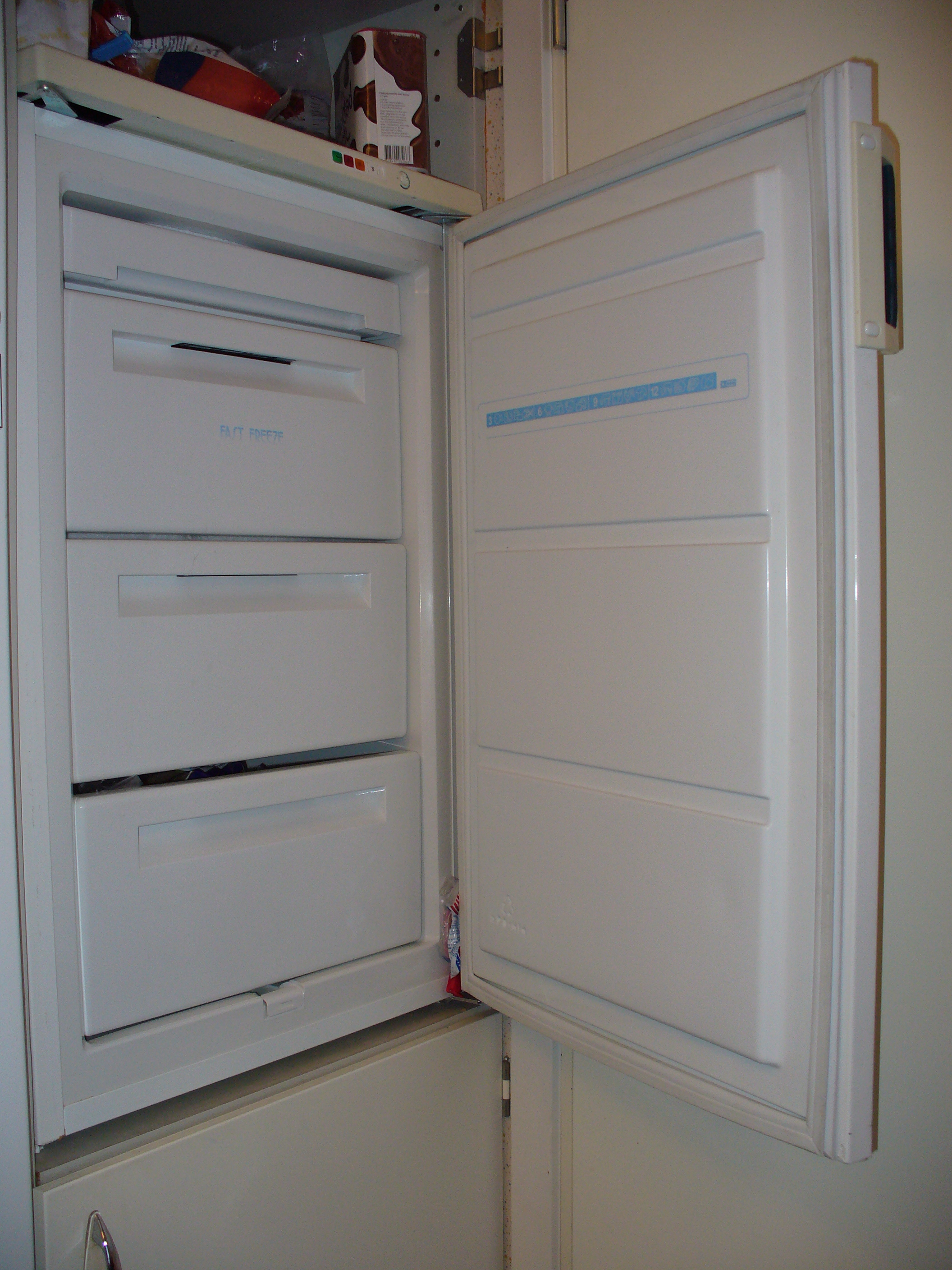
Ett frysskåp.

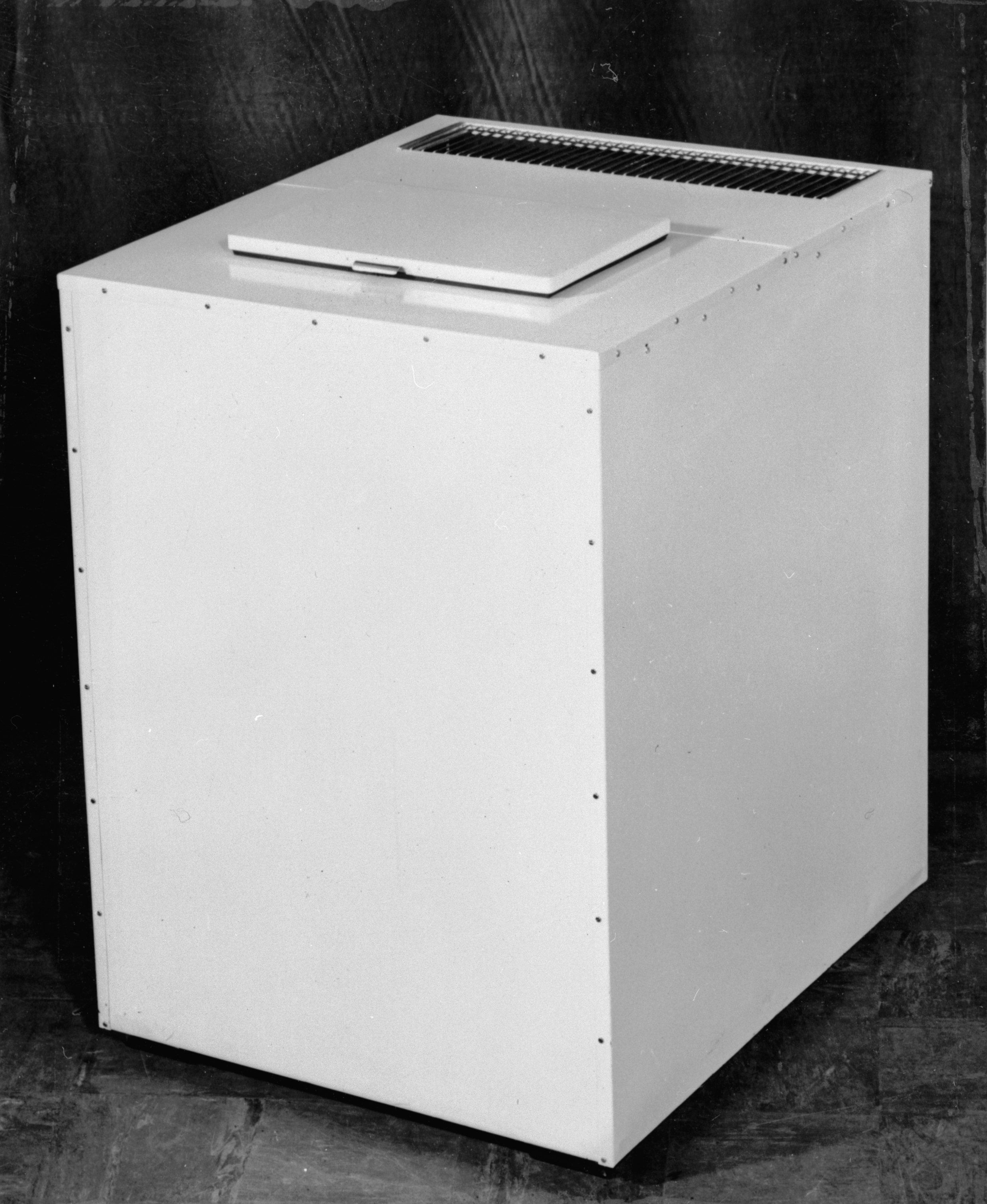
En frysbox med kapacitet på 90 liter, tillverkad 1942 av Electrolux.

En frys, frysbox eller ett frysskåp, är en teknisk apparat som används för att frysa livsmedel och andra varor till temperaturer under noll grader Celsius.
För långtidsförvaring (djupfrysning) av mat rekommenderas -18 °C eller kallare i frysen. Mycket lägre temperaturer i frysen ger en ökad energiförbrukning utan att signifikant förbättra matvarornas hållbarhet. Kylan dödar inte skadliga mikrober men bromsar deras reproduktionstakt, vilket förlänger matvarornas hållbarhet. Känsliga varor får så småningom försämrad smak och blir efter mycket lång tid olämpliga för förtäring.
Moderna frysar använder en värmepump för att transportera ut värmen från skåpet. Även före värmepumpen har det funnits lösningar för att kyla matvaror. Genom att förvara is i en jordkällare kunde man hålla en stabilt låg temperatur där man förvarade matvaror. Även utan is håller sig temperaturen i en välbyggd jordkällare omkring +13 °C året runt i svenskt klimat.

## Varianter
Ett frysskåp ser oftast ut som ett kylskåp på utsidan och ställs vanligen bredvid ett sådant, om det inte är sammanbyggt med kylskåpet. I dessa fall finns frysskåpet i regel nederst.
En frysbox är en större variant med en lucka på ovansidan. Den står på egna fötter och ställs oftast inte i köket, utan i ett förråd eller källare. Ordet ”frysbox” har använts i svensk media sedan 1948.

## Historik
1922 kunde Baltzar von Platen och Carl Munters presentera sitt kylskåp som ett gemensamt examensarbete på Tekniska Högskolan, samtidigt som de ansökte om patent på sin uppfinning. Det de presenterade var inget mindre än en världssensation.
Under efterkrigstiden blev kyl- och frysskåp allt vanligare i industriländerna. Det underlättade livsmedelshanteringen, vilket hade stor betydelse för Sveriges modernisering. Frysarna introducerades för hemmabruk under 1940- och 1950-talen och år 1956 presenterade Electrolux sin första frysbox, City Box. Den nya djupfrysta konsumentförpackade livsmedelsproduktionen hade kommit igång redan 1945–1946, vilket var viktigt för utbredningen av frysarna. Dessa varor blev snabbt populära och Findus var ett av de första företagen i branschen med produktion av frysta ärtor i Bjuv. Med frysvarornas snabba framväxt ökade antal frysar i de svenska hemmen, och på bara tio år ökade antalet med cirka 230 000 frysar till år 1960.
Det fanns ett större behov av stora frysboxar på landsbygden, där man förvarade egen produktion av mat från boskap och animaliska produkter. Därför riktades de flesta annonser till sådana hushåll till en början, och det dröjde innan reklam riktades till stadsbor. I Sverige hade däremot de flesta inte råd att köpa en frys. Därför blev kollektiva frysfack vanliga. Man kunde hyra in sig i frysanläggningar som oftast låg i anslutning till lägenhetshus eller i fristående lokaler. År 1950 fanns det cirka 30 000 kollektiva frysfack runt om i Sverige.

## Avfrostning
Under drift fryser luftens vattenånga till is inuti frysen. Tjockare isbeläggning ökar elkostnaden och frysen får svårare att hålla temperaturen tillräckligt låg. Frysar måste därför avfrostas regelbundet, vilket på moderna frysar ofta görs automatiskt. Smältvattnet leds då till en vattenbehållare intill kompressorn vars värme förångar vattnet ut i rummet. På äldre frysar behöver man däremot avfrosta frysen manuellt vid behov.

## Frys i kalla utrymmen
Moderna frysboxar och frysskåp tål inte att stå i lägre temperaturer än 10 grader. Orsaken är att moderna köldmedier har sämre smörjande egenskaper än förbjudna köldmedier som t.ex. freon varför smörjmedel måste tillsättas. Det blir segt vid lägre temperaturer och då förkortas livslängden på kompressorn.

## Exempel på varumärken
- AEG
- Beko
- Bosch
- Cylinda
- Electrolux
- Electro-Helios
- Gorenje
- Husqvarna
- Miele
- Samsung
- Siemens
- UPO
- Whirlpool
- Zanussi